# Machadoembia angolica
Machadoembia angolica is een insectensoort uit de familie Embiidae, die tot de orde webspinners (Embioptera) behoort. De soort komt voor in Angola.
Machadoembia angolica is voor het eerst wetenschappelijk beschreven door Ross in 1952.